# کارلن توپچیان
کارلن خاچاطوری توپچیان (ارمنی: Կառլեն Խաչատուրի Թոփչյան؛  زادهٔ ۱۴ فوریهٔ ۱۹۳۷ - درگذشته ۱۱ آوریل ۲۰۱۷) نوازنده پیانو، کارشناس علوم پرورشی اهل ارمنستان است. وی بین سال‌های - تا - میلادی فعالیت می‌کرد.

## زندگی‌نامه
وی در ۱۴ فوریهٔ ۱۹۳۷ در لنیناکان به دنیا آمد و از کالج دولتی موسیقی رومانوس ملیکیان و کنسرواتوار دولتی کومیتاس ایروان فارغ‌التحصیل گشت. همچنین برندهٔ جوایزی همچون هنرمند شایسته جمهوری ارمنستان شده است. وی در	۱۱ آوریل ۲۰۱۷ در سن سالگی در ایروان درگذشت.